# Bulbophyllum lepanthiflorum
Bulbophyllum lepanthiflorum är en orkidéart som beskrevs av Rudolf Schlechter. Bulbophyllum lepanthiflorum ingår i släktet Bulbophyllum och familjen orkidéer. Inga underarter finns listade i Catalogue of Life.